# Перу на Паралимпийских играх
Перу на Паралимпийских играх впервые приняли участие в 1972 году на летних Играх в Гейдельберге, и с тех пор принимает участие на всех летних Играх (не участвовали в Играх 1980, 1984, 1988, 1992 годов). На зимних Играх делегация Перу участия не принимала ни разу.
На настоящее время спортсмены Перу завоевали на всех Играх в сумме 9 медалей, из них 4 золотых.

## Медальный зачёт

### Медали летних Паралимпийских игр
| Игры                          | Золото         | Серебро        | Бронза         | Всего          | Место          |
| ----------------------------- | -------------- | -------------- | -------------- | -------------- | -------------- |
| 1972 Гейдельберг              | 0              | 0              | 0              | 0              | —              |
| 1976 Торонто                  | 1              | 0              | 2              | 3              | 29             |
| 1980 Арнем                    | не участвовали | не участвовали | не участвовали | не участвовали | не участвовали |
| 1984 Сток-Мандевиль, Нью-Йорк | не участвовали | не участвовали | не участвовали | не участвовали | не участвовали |
| 1988 Сеул                     | не участвовали | не участвовали | не участвовали | не участвовали | не участвовали |
| 1992 Барселона                | не участвовали | не участвовали | не участвовали | не участвовали | не участвовали |
| 1996 Атланта                  | 1              | 0              | 0              | 1              | 50             |
| 2000 Сидней                   | 1              | 1              | 0              | 2              | 47             |
| 2004 Афины                    | 0              | 0              | 2              | 2              | 71             |
| 2008 Пекин                    | 0              | 0              | 0              | 0              | —              |
| 2012 Лондон                   | 0              | 0              | 0              | 0              | —              |
| 2016 Рио-де-Жанейро           | 0              | 0              | 0              | 0              | —              |
| 2020 Токио                    | 1              | 0              | 0              | 1              | 59             |
| Итого                         | 4              | 1              | 4              | 9              |                |